# Álvaro Brachi
Álvaro Rodríguez Brachi (Barcellona, 6 gennaio 1986) è un ex calciatore spagnolo, di ruolo difensore.

## Biografia
Anche suo padre Gabino è stato un calciatore.

## Carriera

### Club
Il 29 gennaio 2016 viene acquistato dalla squadra slovena del Domžale.